# Sumpbryum
Sumpbryum (Bryum neodamense) är en bladmossart som först beskrevs av Brotherus, och fick sitt nu gällande namn av Podpe. Sumpbryum ingår i släktet bryummossor, och familjen Bryaceae. Inga underarter finns listade i Catalogue of Life.